# Runcu (Vâlcea)
Runcu é uma comuna romena localizada no distrito de Vâlcea, na região de Oltênia. A comuna possui uma área de 51.62 km² e sua população era de 1103 habitantes segundo o censo de 2007.